# Albert Eloy (Fußballspieler, 1927)
Albert Eloy (* 30. Juni 1927 in Bully-les-Mines; † 8. Dezember 2008 in Troyes) war ein französischer Fußballspieler.

## Vereinskarriere
Der 172 Zentimeter große Abwehrspieler Eloy begann seine Laufbahn im Amateurfußball und spielte nach dem Ende des Zweiten Weltkriegs beim ES Bully in seiner Heimatstadt. Die Bühne des Profifußballs betrat er 1953, als er mit 26 Jahren beim Zweitligisten UA Sedan-Torcy unter Vertrag genommen wurde. Zu einer Zeit, in der Ein- und Auswechslungen noch nicht möglich waren, schaffte er direkt den Sprung in die erste Elf und lief bereits in seinem zweiten Jahr bei sämtlichen Ligapartien für Sedan auf. Darüber hinaus gelang der Mannschaft 1955 der Aufstieg in die höchste französische Spielklasse; Eloy debütierte am 21. August 1955 bei einer Begegnung gegen Olympique Lyon in dieser Liga.
Das Team konnte sich in der obersten Spielklasse direkt etablieren und erreichte zudem den Einzug ins nationale Pokalfinale 1956; Eloy führte die Mannschaft als Kapitän auf den Platz und gewann durch einen 3:1-Erfolg gegen die AS Troyes-Savinienne erstmals einen Titel auf Landesebene. Ein Jahr darauf kehrte er dem Klub nach vier Jahren den Rücken.
Er unterschrieb 1957 beim Zweitligisten FC Limoges, wobei er aufgrund seines späten Einstiegs in den bezahlten Fußball bereits 30 Jahre alt war. Bei dem Verein war er in der Defensive gesetzt und trug dort zum 1958 erreichten Aufstieg bei. Allerdings kehrte er nicht in die Erstklassigkeit zurück, sondern wechselte zum ebenfalls zweitklassigen Le Havre AC. Als Stammspieler gelang es ihm mit Le Havre, sich zum zweiten Mal hintereinander für die erste Liga zu qualifizieren; der erste Tabellenplatz bedeutete zudem die Zweitligameisterschaft. Dazu zog die Mannschaft zugleich ins nationale Pokalfinale 1959 ein, das mit 3:0 gegen den FC Sochaux gewonnen wurde und Eloy den zweiten Erfolg in diesem Wettbewerb einbrachte. Dem ließ er zwei Jahre im Tabellenmittelfeld der ersten Liga folgen, ehe er 1961 mit 34 Jahren nach 122 Erstligapartien mit einem Tor sowie 148 Zweitligapartien ohne Treffer seine Profilaufbahn beendete. Im Anschluss an seine aktive Karriere saß Eloy von 1962 bis 1963 bei einem Klub aus Châtillon-sur-Seine als Trainer auf der Bank.

## Nationalmannschaft
Der Verteidiger wurde ins französische Aufgebot für das olympische Fußballturnier 1952 berufen. Eloy kam in der Partie gegen Polen am 15. Juli 1952 zu seinem Debüt auf olympischem Rasen; weil Frankreich gleich im ersten Spiel durch eine 1:2-Niederlage ausschied, blieb dies sein einziger Einsatz bei einem solchen Turnier. Eine Berufung in die A-Nationalmannschaft erfolgte nicht.